# Mona Lisa acelerada
Mona Lisa acelerada (título original en inglés, Mona Lisa Overdrive) es una novela cyberpunk escrita por William Gibson, publicada en 1988 y corresponde a la última novela de la Trilogía del Sprawl, la cual incluye a las novelas Neuromante (1984) y Conde Cero (1986). Toma lugar ocho años después de los eventos de Conde Cero. Esta novela fue nominada en 1989 para los premios Nébula y Hugo a la mejor novela, además de para el premio Locus a la mejor novela de ciencia ficción.

## Resumen de la trama
Teniendo lugar ocho años después de los eventos de Conde Cero y quince años después de Neuromante, la historia se compone por la conexión de varias tramas diferentes y además incluye personajes de algunos trabajos previos de Gibson (como Molly Millions, la mercenaria de Neuromante).
Una de las tramas se centra en Mona, una joven e inocente prostituta que tiene un gran parecido a la famosa superestrella de Simstim, Angie Mitchell. Mona es contratada por turbios individuos para un trabajo, que más adelante termina como parte de un plan para abducir a Angie.
La segunda historia se enfoca en una joven japonesa llamada Kumiko, la hija de uno de los jefes de Yakuza (malvada empresa internacional multimillonaria), quien es enviada a Londres para mantenerla a salvo mientras su padre se involucra en una guerra de bandas con otros líderes de Yakuza. En Londres, ella es cuidada por uno los ayudantes de su padre, quien también es un poderoso miembro en la sociedad londinense. Ella conoce a Molly Millions (con su apariencia alterada y ahora llamándose "Sally Shears", para poder cubrir su identidad de los grupos que están persiguiéndola), quien toma a Kumiko bajo su ala.
La tercera historia sigue a un artista solitario llamado Slick Henry, quien vive en un lugar llamado La Fábrica en la Soledad del Perro, que es una gran extensión de tierra, envenenada y llena de fábricas desiertas y de vertederos abandonados, quizás ubicada en Nueva Jersey. Slick Henry es un condenado y castigado ladrón de autos. Como resultado de la naturaleza de su castigo (lavado de cerebro) para sus días creando grandes esculturas robóticas y sufre periódicamente episodios de perdida de tiempo, volviendo a su conciencia después sin memoria de lo que hizo durante su "apagón". Es contratado por un conocido para cuidar a alguien en estado de coma, "Cuenta" (que es Bobby Nwemark de la segunda novela, Conde Cero, que se enganchó a sí mismo en un disco duro de super capacidad cibernética llamado Aleph). Este teórico "Aleph" tendría la capacidad de memoria RAM para contener literalmente toda la realidad, suficiente para que una reconstrucción de memoria de una persona contenga la personalidad completa del individuo y le permita aprender, crecer y actuar de forma independiente.
La última línea de trama sigue a Angela Mitchell, famosa estrella de Simstim y la joven de la segunda novela del Sprawl, Conde Cero. Angie, gracias a las manipulaciones de su cerebro que realizó su padre cuando era una niña, siempre ha tenido la capacidad de acceder al ciberespacio directamente (sin una cubierta de ciberespacio), pero las drogas proporcionadas por su compañía de producción Sense/Net han obstaculizado seriamente esta capacidad.

## Datos Freak
La historia del artista solitario que hace esculturas cibernéticas es una referencia a Mark Pauline de Survival Research Labs.
Una pista de la banda sonora de la película The Matrix Reloaded por Juno Reactor y Don Davis fue llamada Mona Lisa acelerada. La trilogía de Matrix fue fuertemente influenciada por los escritos de Gibson. Una versión editada y ligeramente diferente de la canción está también disponible en el álbum Labyrinth de Juno Reactor, también llamada Mona Lisa Acelerada (Mona Lisa Overdrive, por su nombre en inglés).
La banda de música de Los Ángeles llamada Mona Lisa Acelerada (Mona Lisa Overdrive), anteriormente llamada A2, también fue inspirada por la novela de este nombre. El grupo originalmente interpretó la canción Chosen One (El elegido) para el videojuego Shadow the Hedgehog en 2005, que luego fue incluido en la banda sonora de Lost and Found.